# Adderly Fong
Adderly Fong Cheun-yue (Chino tradicional: 方駿宇; Pinyin: Fāng Jùnyǔ) (Vancouver, Columbia Británica, Canadá; 2 de marzo de 1990) es un piloto de carreras hongkonés nacido en Canadá. Comenzó su en 2004. Actualmente está compitiendo en la Blancpain GT World Challenge Asia. También corrió las 24 Horas de Le Mans 2014 con Oak Racing Team Asia, acabando 11.º en la clase general y 7.º en la clase LMP2. En 2014, fue tercer piloto en Sauber.

## Carrera temprana
Fong terminó 6.º en la Fórmula Renault V6 Asiática 2007. Su mejor resultado fue 2.º en la carrera de Zhuhai de aquella temporada.

## 2009 - Toyota Racing Series (Fórmula Toyota Nueva Zelanda)
Fong condujo el auto n.º 50 en la   Toyota Racing Series Nueva Zelanda y se convirtió en el primer conductor chino en competir en la categoría. Estaba contratado para correr tres fechas del Trofeo Internacional que competía en Timaru Motor Internacional Raceway, Teretonga Park en Invercargill y Taupo Motorsport Park. Sin Embargo, el resultado muestra que sólo acabó las primeras dos carreras.

## 2010 - Fórmula británica 3 y Gran Premio de Macao
Fong Compitió en la Fórmula 3 británica  para Sino Vision Racing y acabó 16º en la general. Compitió, entonces, Gran Premio de Macao. Clasificó 30.º y último. Acabó 23.º en la carrera de clasificación, y 21.º en carrera general.

## 2011 - Fórmula 3 británica y Gran Premio de Macao
En 2011, Fong compitió otra vez en la Fórmula 3 británica y acabó 22.º con 5 puntos. El 20 de noviembre de 2011,  acabó 10.º en el Gran Premio de Macao, a pesar de averiar el lado derecho de su coche. Se convirtió en el primer conductor de Hong Kong  en acabar entre los primeros 10 del Gran Premio de Macao de fórmula 3 desde que Marchy Lee acabó 7.º en 2002.

## 2012 - Audi R8 LMS Cup, Fórmula 3 Británica e Indy Lights
El 29 de abril, Fong tomó la victoria en la fecha 2 de la Audi R8 LMS Cup en el Circuito Internacional de Shanghái en apenas su segunda carrera en un Sportscar, también obteniendo la vuelta rápida de la carrera, venciendo a Alex Yoong y Marchy Lee. Fong logró su segunda victoria en esta categoría después de un dramático choque en la última vuelta entre los líderes de ese momento Marchy Lee y Alex Yoong en el Circuito Internacional de Zhuhai.
El 15 de junio, Fong su salida del programa de la Audi R8 LMS Cup competir con CF Racing para las carreras de Brands Hatch, Spa-Francorchamps y Snetterton de la Fórmula 3 británica,  conduciendo un Dallara de Clase Nacional. El 24 de junio, en la fecha 14 de la Serie Internacional de la Fórmula británica 3 en Brands Hatch, Fong completó un triplete de victorias de la Clase Nacional para el CF Racing team, dirigiendo la clase.
Fong también compitió en una carrera de la Firestone Indy Lights Series para Brooks Associates Racing en las calles de Baltimore, donde acabó 8.º.

## 2013 - GP3 Series y Audi R8 LMS Cup
Fong compitió en la temporada 2013 de GP3 Series con Status Grand Prix. El 10 de noviembre de 2013, Fong ganó el título de la Audi R8 LMS Cup en Macau.

## Fórmula Un0
Fong probó con Sauber F1 Team en 2014, completando 99 vueltas en el Circuito de Valencia en un Sauber C31 de 2012. En 2015, Fong se unió a Lotus Fórmula One Team como piloto de desarrollo.

## Resultados de carrera
| Temporada                               | Categoría                                                   | Equipo                          | Carreras | Victorias | Poles | VR | Podios | Puntos | Pos. |
| --------------------------------------- | ----------------------------------------------------------- | ------------------------------- | -------- | --------- | ----- | -- | ------ | ------ | ---- |
| 2006                                    | Fórmula Renault Asia Challenge                              | Champ Motorsport                | 11       | 0         | 0     | 0  | 0      | 17     | 22.º |
| 2006                                    | Fórmula Renault V6 Asiática                                 | Champ Motorsport                | 2        | 0         | 0     | 0  | 1      | 15     | 11.º |
| 2007                                    | Fórmula Renault V6 Asiática                                 | Champ Motorsport                | 11       | 0         | 0     | 0  | 1      | 53     | 6.º  |
| 2008                                    | Fórmula Renault Asian Challenge                             | Frestech FRD Team               | 2        | 0         | 0     | 1  | 1      | 0      | NC   |
| 2008                                    | ATS Formel 3 Cup                                            | Performance Racing              | 11       | 0         | 0     | 0  | 0      | 0      | NC   |
| 2008                                    | Toyota Racing Series Nueva Zelanda                          | European Technique              | 6        | 0         | 0     | 0  | 0      | 190    | 13.º |
| 2009                                    | Toyota Racing Series Nueva Zelanda                          | European Technique              | 6        | 0         | 0     | 0  | 0      | 190    | 13.º |
| ATS Formel 3 Cup                        | Performance Racing                                          | 18                              | 0        | 0         | 0     | 0  | 7      | 16.º   |      |
| 2010                                    | Gran Premio de Macao                                        | Simo Vision Racing              | 1        | 0         | 0     | 0  | 0      | 0      | 21.º |
| 2010                                    | Superleague Formula                                         | PSV Eindhoven Team China        | 3        | 0         | 0     | 0  | 0      | 288    | 16.º |
| 2010                                    | RTL GP Masters de Fórmula 3                                 | Sino Vision Racing              | 1        | 0         | 0     | 0  | 0      | 0      | 17.º |
| 2010                                    | Fórmula 3 Británica - International Series                  | Sino Vision Racing              | 30       | 0         | 0     | 0  | 1      | 12     | 16.º |
| 2011                                    | Gran Premio de Macao                                        | Sino Vision Racing              | 1        | 0         | 0     | 0  | 0      | 0      | 10.º |
| 2011                                    | Fórmula 3 Británica - International Series                  | Sino Vision Racing              | 29       | 0         | 0     | 0  | 0      | 5      | 22.º |
| 2012                                    | Indy Lights                                                 | Brooks Associates Racing        | 1        | 0         | 0     | 0  | 0      | 24     | 25.º |
| 2012                                    | Porsche Carrera Cup Asia                                    | ?                               | 2        | 0         | 0     | 0  | 0      | 9      | 20.º |
| 2012                                    | Audi R8 LMS Cup China                                       | Sino Vision Racing              | 12       | 3         | 0     | 1  | 10     | 217    | 2.º  |
| 2012                                    | Fórmula 3 Británica - International Series (Clase Nacional) | CF Racing                       | 8        | 7         | 4     | 6  | 8      | 161    | 3.º  |
| 2012                                    | Auto GP World Series                                        | Ombra Racing                    | 4        | 0         | 0     | 0  | 0      | 4      | 21.º |
| 2013                                    | Malaysia Merdeka Endurance Race - GT3                       | J Fly Absolute Racing           | 1        | 0         | 0     | 0  | 0      | 0      | 7.º  |
| 2013                                    | Porsche Carrera Cup Asia                                    | LKM Racing Team                 | 2        | 0         | 0     | 0  | 0      | 6      | 21.º |
| 2013                                    | Audi R8 LMS Cup China                                       | Kamlung Racing                  | 11       | 0         | 0     | 2  | 9      | 188    | 1.º  |
| 2013                                    | GP3 Series                                                  | Status Grand Prix               | 14       | 0         | 0     | 0  | 0      | 2      | 21.º |
| 2014                                    | Malaysia Merdeka Endurance Race - General                   | Absolute Racing                 | ?        | ?         | ?     | ?  | ?      | 0      | NC   |
| 2014                                    | Malaysia Merdeka Endurance Race - GT3                       | Absolute Racing                 | 1        | 0         | 0     | 0  | 0      | 0      | NC   |
| 2014                                    | GT Asia - GT3                                               | ?                               | 1        | 0         | 0     | 0  | 0      | 0      | NC   |
| 2014                                    | Gran Premio de Macao - Copa GT                              | Absolute Racing                 | 1        | 0         | 0     | 0  | 0      | 0      | 20.º |
| 2014                                    | 24 Horas de Le Mans - LMP2                                  | Oak Racing Team Asia            | 1        | 0         | 0     | 0  | 0      | 0      | 7.º  |
| 2014                                    | Audi R8 LMS Cup China                                       | Kamlung Racing                  | 12       | 0         | 0     | 0  | 4      | 102    | 6.º  |
| 2014                                    | GP3 Series                                                  | Jenzer Motorsport               | 8        | 0         | 0     | 0  | 0      | 0      | 24.º |
| 2015                                    | GT Asia - GT3                                               | Bentley Team Absolute           | 11       | 2         | 1     | 1  | 8      | 151    | 2.º  |
| 2015                                    | GP3 Series                                                  | Koiranen GP                     | 13       | 0         | 0     | 0  | 0      | 0      | 23.º |
| 2015                                    | Asian Le Mans Series - GT                                   | Absolute Racing                 | 2        | 0         | 0     | 0  | 1      | 19     | 13.º |
| 2016                                    | Asian Le Mans Series - GT                                   | Absolute Racing                 | 2        | 0         | 0     | 0  | 1      | 19     | 13.º |
| Copa Mundial FIA GT - SJM Copa Macao GT | Bentley Team Absolute                                       | 2                               | 0        | 0         | 0     | 0  | 0      | 5.º    |      |
| GT Asia - GT3                           | Bentley Team Absolute                                       | 11                              | 1        | 2         | 2     | 5  | 115    | 4.º    |      |
| Pirelli World Challenge - GT            | Bentley Team Absolute                                       | 19                              | 0        | 1         | 1     | 4  | 1181   | 9.º    |      |
| 2017                                    | Bentley Team Absolute                                       | Campeonato de China de GT - GT3 | 3        | 0         | 1     | 0  | 1      | 31     | 15.º |
| 2017                                    | Bentley Team Absolute                                       | Blancpain GT Series Asia - GT3  | 2        | 0         | 0     | 0  | 0      | 0      | NC   |
| 2017                                    | Pirelli World Challenge - GT SprintX General                | Absolute Racing                 | 9        | 0         | 0     | 0  | 0      | 107    | 13.º |
| 2017                                    | Pirelli World Challenge - GT Sprint General                 | Absolute Racing                 | 4        | 1         | 1     | 2  | 2      | 60     | 14.º |
| 2017                                    | Asian Le Mans Series - GT                                   | Absolute Racing                 | 1        | 0         | 0     | 0  | 0      | 6      | 17.º |
| 2018                                    | Campeonato FIA GT                                           | Zun Motorsport Crew             | 2        | 0         | 0     | 0  | 0      | 0      | 11.º |
| 2018                                    | Audi R8 LMS Cup - Carrera especial                          | Absolute Racing                 | 1        | 0         | 0     | 0  | 1      | 0      | 2.º  |
| 2018                                    | 10 Horas de Suzuka - Clase Pro-Am                           | Absolute Racing                 | 1        | 0         | 0     | 0  | 0      | 0      | 6.º  |
| 2018                                    | Blancpain GT Series Asia - GT3                              | Absolute Racing                 | 12       | 0         | 0     | 0  | 1      | 43     | 17.º |
| 2018                                    | GT Asia - GT3                                               | EN Sport by Absolute Racing     | 4        | 0         | 1     | 0  | 1      | 0      | ?.º  |
| 2018                                    | Audi R8 LMS Cup                                             | Absolute Racing                 | 2        | 0         | 0     | 0  | 0      | 0      | ?.º  |
| 2018                                    | 24H GT Series - Campeonatos Continentales - Clase GT4       | Phoenix Racing                  | 1        | 0         | 0     | 0  | 1      | 0      | NC   |
| 2019                                    | SJM Macau GT Cup - FIA GT World Cup                         | Zun Motorsport Crew             | 2        | 0         | 0     | 0  | 0      | 0      | ?.º  |
| 2019                                    | Blancpain GT World Challenge Asia - GT3 Silver              | Zun Motorsport Crew             | 2        | 0         | 0     | 0  | 0      | 0      | ?.º  |

## Resultados

### Superleague Fórmula
(Clave) (negrita indica pole position) (cursiva indica vuelta rápida)

| Año  | Equipo        | Operador                   | 1   | 1   | 1   | 2    | 2    | 2    | 3   | 3   | 3   | 4   | 4   | 4   | 5   | 5   | 5   | 6   | 6   | 6   | 7   | 7   | 7   | 8   | 8   | 8   | 9   | 9   | 9   | 10  | 10  | 10  | 11    | 11    | 11    | 12  | 12  | 12  | Pos. | Puntos |
| ---- | ------------- | -------------------------- | --- | --- | --- | ---- | ---- | ---- | --- | --- | --- | --- | --- | --- | --- | --- | --- | --- | --- | --- | --- | --- | --- | --- | --- | --- | --- | --- | --- | --- | --- | --- | ----- | ----- | ----- | --- | --- | --- | ---- | ------ |
| 2010 | PSV Eindhoven | Atech GP / Reid Motorsport | SIL | SIL | SIL | ASNO | ASNO | ASNO | MAG | MAG | MAG | JAR | JAR | JAR | NÜR | NÜR | NÜR | ZOL | ZOL | ZOL | BDH | BDH | BDH | ADR | ADR | ADR | POR | POR | POR | ORD | ORD | ORD | PEK † | PEK † | PEK † | NAV | NAV | NAV | 16.º | 288    |
| 2010 | PSV Eindhoven | Atech GP / Reid Motorsport |     |     |     |      |      |      |     |     |     |     |     |     |     |     |     |     |     |     |     |     |     |     |     |     |     |     |     | 10  | 11  | X   |       |       |       |     |     |     | 16.º | 288    |
| 2010 | Team China    | Atech GP / Reid Motorsport |     |     |     |      |      |      |     |     |     |     |     |     |     |     |     |     |     |     |     |     |     |     |     |     |     |     |     |     |     |     | 10    | DN    | C     |     |     |     | 19.º | 26     |

† Carrera fuera del campeonato.

### AutoGP World Series
(Clave) (negrita indica pole position) (cursiva indica vuelta rápida)

| Año  | Escudería    | 1        | 2       | 3     | 4     | 5     | 6     | 7         | 8        | 9     | 10    | 11    | 12    | 13    | 14    | Pos. | Puntos |
| ---- | ------------ | -------- | ------- | ----- | ----- | ----- | ----- | --------- | -------- | ----- | ----- | ----- | ----- | ----- | ----- | ---- | ------ |
| 2012 | Ombra Racing | MNZ 1 13 | MNZ 2 7 | VAL 1 | VAL 2 | MAR 1 | MAR 2 | HUN 1 Ret | HUN 2 13 | ALG 1 | ALG 2 | CUR 1 | CUR 2 | SON 1 | SON 2 | 21.º | 4      |

### GP3 Series
(Clave) (negrita indica pole position) (cursiva indica vuelta rápida puntuable)

| Año  | Escudería         | 1   | 1   | 2   | 2   | 3   | 3   | 4   | 4   | 5   | 5   | 6   | 6   | 7   | 7   | 8   | 8   | 9   | 9   | Pos. | Puntos | Ref.   |
| ---- | ----------------- | --- | --- | --- | --- | --- | --- | --- | --- | --- | --- | --- | --- | --- | --- | --- | --- | --- | --- | ---- | ------ | ------ |
| 2013 | Status Grand Prix | BAR | BAR | VAL | VAL | SIL | SIL | NÜR | NÜR | BUD | BUD | SPA | SPA | MNZ | MNZ | YMC | YMC |     |     | 21.º | 2      | [ 10 ] |
| 2013 | Status Grand Prix | 23  | 11  | Ret | Ret | 9   | Ret |     |     | 20  | 17  | Ret | 16  | 19  | 20† | 17  | 21  |     |     | 21.º | 2      | [ 10 ] |
| 2014 | Jenzer Motorsport | BAR | BAR | SPI | SPI | SIL | SIL | HOC | HOC | BUD | BUD | SPA | SPA | MNZ | MNZ | SOC | SOC | YMC | YMC | 24.º | 0      | [ 11 ] |
| 2014 | Jenzer Motorsport | Ret | 12  | Ret | 15  | 21  | 11  | 15  | 12  |     |     |     |     |     |     |     |     |     |     | 24.º | 0      | [ 11 ] |
| 2015 |                   | BAR | BAR | SPI | SPI | SIL | SIL | BUD | BUD | SPA | SPA | MNZ | MNZ | SOC | SOC | SAK | SAK | YMC | YMC | 23.º | 0      | [ 12 ] |
| 2015 | Koiranen GP       | 17  | 21  | 17  | 12  | 13  | 14  | 15  | 11  | 15  | 9   |     |     | 15  | 18  |     |     |     |     | 23.º | 0      | [ 12 ] |
| 2015 | Carlin            |     |     |     |     |     |     |     |     |     |     |     |     |     |     |     |     | Ret | 22  | 23.º | 0      | [ 12 ] |

- † El piloto no acabó la carrera, pero se clasificó al completar el 90% de la distancia total.

### 24 Horas de Le Mans
| Año  | Equipo               | Copilotos               | Automóvil          | Clase | Vueltas | Pos. | Pos. Clase |
| ---- | -------------------- | ----------------------- | ------------------ | ----- | ------- | ---- | ---------- |
| 2014 | OAK Racing-Team Asia | David Cheng Ho-Pin Tung | Ligier JS P2-Honda | LMP2  | 347     | 11.º | 7.º        |

### Fórmula 1
(Clave) (negrita indica pole position) (cursiva indica vuelta rápida)

| 2014    | Sauber F1 Team | AUS | MYS | BHR | CHN | ESP | MON | CAN | AUT | GBR | GER | HUN | BEL | ITA | SIN | JPN | RUS | USA | BRA | ABU TD |  |  |
| Fuente: |                |     |     |     |     |     |     |     |     |     |     |     |     |     |     |     |     |     |     |        |  |  |